# Marc-André Fleury
Marc-André Fleury (Sorel-Tracy, 28 novembre 1984) è un hockeista su ghiaccio canadese, attualmente portiere dei Minnesota Wild.

## Carriera

### Pittsburgh Penguins
Fleury debuttò in NHL nella stagione 2003-2004 a soli 18 anni, risultando il più giovane portiere ad esordire nella lega. La sua prima presenza arrivò il 10 ottobre 2003 nella partita persa per 3-0 con i Los Angeles Kings, in cui parò 46 tiri ed un rigore. Nella partita del 18 ottobre vinta per 4-3 con i Detroit Red Wings ottenne la sua prima vittoria in carriera, con anche 31 parate. Tuttavia, le sue prestazioni cominciarono a calare di rendimento, anche però a causa della difesa dei Penguins; fu mandato nelle serie minori a guadagnare esperienza. Nella stagione seguente fu titolare nei Wilkes-Barre/Scranton Penguins, la squadra affiliata in AHL, a causa del Lock-out.
Nella stagione 2005-2006 si alternò tra Wilkes-Barre/Scranton e Pittsburgh, diventando alla fine titolare della prima squadra, ruolo che mantenne negli anni seguenti. Nella stagione 2006-2007 ottenne ben 40 vittorie e 5 shutout in 67 partite, superando inoltre il precedente record societario di Johan Hedberg per partite e minuti giocati in una stagione; tuttavia, nei playoff, i Penguins furono eliminati già nel primo turno dagli Ottawa Senators. La stagione 2007-2008 lo vide limitato da un infortunio alla caviglia, che lo tenne fuori per buona parte del campionato, dal 6 dicembre 2007 al 2 marzo 2008, ma nonostante ciò riuscì a giocare i playoff, peraltro con ottime prestazioni; tuttavia, una sua disattenzione su un tiro di Henrik Zetterberg causò la sconfitta in overtime (3-2) con i Detroit Red Wings nella gara-6 della serie finale, cosa che permise alla squadra del Michigan di vincere la Stanley Cup. Nella stagione seguente, comunque, la squadra della Pennsylvania tornò in finale, sempre contro i Red Wings, stavolta però vincendo la serie per 4-3, e Fleury fu particolarmente decisivo nell'ultima gara, vinta per 2-1, con due parate nel finale su un tiro di Zetterberg e sul successivo rimbalzo di Nicklas Lidström. I due campionati successivi sono stati avari di successi.
La stagione 2011-2012 è stata la migliore, statisticamente, per Fleury, con 42 vittorie (secondo migliore della lega dietro Pekka Rinne) e 3 shutout in 67 partite; tuttavia, nei playoff i Penguins sono stati eliminati dai Philadelphia Flyers nel primo turno in 6 gare, in cui le sue prestazioni sono state scialbe (ha mantenuto una media di 4,63 gol subiti). Nella stagione 2012-2013 ha ottenuto 33 presenze (con 23 vittorie), ma ha dovuto inizialmente alternarsi con Tomáš Vokoun, perdendo poi il posto da titolare nei playoff, in cui ha mantenuto, nelle 5 gare giocate, una media di 3,52 reti subite. I Penguins sono stati poi eliminati, in finale di Conference, dai Boston Bruins per 4-0 in serie.
Verso la conclusione della stagione 2015-2016, Fleury ha perso il posto da titolare in favore di Matt Murray, nonostante un buon record in regular season di 35 vittorie in 58 gare. Nei playoff, anche a causa di una concussione, disputò soltanto due gare, ma i Penguins riuscirono ugualmente a conquistare la Stanley Cup, la seconda nella sua carriera. La stagione seguente lo ha visto stabilmente a fare da secondo a Murray, giocando appena 38 partite in stagione regolare. Un infortunio del collega gli ha permesso però di giocare ben 15 partite di playoff, anche se dalla gara-3 delle Conference Finals con gli Ottawa Senators venne nuovamente sostituito da Murray. Superando i Nashville Predators in sei gare, i Penguins vinsero la loro seconda Stanley Cup consecutiva, la terza in carriera per Fleury.

### Vegas Golden Knight
Il 21 giugno 2017, Fleury venne scelto dagli appena nati Vegas Golden Knights nel NHL Expansion Draft. Esordì con la nuova maglia il 7 ottobre in una partita vinta per 2-1 con i Dallas Stars. Condusse la sua squadra sino alla finale di Stanley Cup, dove vennero sconfitti per 4-1 dai Washington Capitals.

### Nazionale
Fleury fu titolare per la nazionale canadese che giunse in finale nei mondiali under-20 del 2003 e del 2004. Alle Olimpiadi invernali del 2010 di Vancouver fu il terzo portiere del Canada padrone di casa che vinse l'oro, pur senza mai scendere in campo.

## Palmarès

### NHL
- Stanley Cup: 2009, 2016, 2017 (con i Pittsburgh Penguins)

### Giochi olimpici invernali
- Oro: Vancouver 2010

### Campionato mondiale IIHF U20
- Argento: 2003; 2004

## Carriera
| 2000-01    | Cape Breton Screaming Eagles   | QMJHL      | 35  | 12 | 13 | 2  | 1705 | 115 | 0  | 4.05 | .886 | 2  | 0  | 1  | 32   | 4  | 0 | 7.50 | .810 |
| 2001-02    | Cape Breton Screaming Eagles   | QMJHL      | 55  | 26 | 14 | 8  | 3043 | 141 | 2  | 2.78 | .919 | 16 | 9  | 7  | 1003 | 55 | 0 | 3.29 | .900 |
| 2002-03    | Cape Breton Screaming Eagles   | QMJHL      | 51  | 17 | 24 | 6  | 2889 | 162 | 2  | 3.36 | .910 | 4  | 0  | 4  | 228  | 17 | 0 | 4.47 | .894 |
| 2003-04    | Pittsburgh Penguins            | NHL        | 21  | 4  | 14 | 2  | 1154 | 70  | 1  | 3.64 | .896 | -  | -  | -  | -    | -  | - | -    | -    |
| 2003-04    | Cape Breton Screaming Eagles   | QMJHL      | 10  | 8  | 1  | 1  | 606  | 20  | 0  | 1.98 | .933 | 4  | 1  | 3  | 251  | 13 | 0 | 3.10 | .886 |
| 2003-04    | Wilkes-Barre/Scranton Penguins | AHL        | -   | -  | -  | -  | -    | -   | -  | -    | -    | 2  | 0  | 1  | 92   | 6  | 0 | 3.91 | .800 |
| 2004-05    | Wilkes-Barre/Scranton Penguins | AHL        | 54  | 26 | 19 | 4  | 3029 | 127 | 5  | 2.52 | .901 | 4  | 0  | 2  | 151  | 11 | 0 | 4.37 | .843 |
| 2005-06    | Pittsburgh Penguins            | NHL        | 50  | 13 | 27 | 6  | 2809 | 152 | 1  | 3.25 | .898 | -  | -  | -  | -    | -  | - | -    | -    |
| 2006-07    | Pittsburgh Penguins            | NHL        | 67  | 40 | 16 | 9  | 3905 | 184 | 5  | 2.83 | .906 | 5  | 1  | 4  | 287  | 18 | 0 | 3.76 | .880 |
| 2007-08    | Pittsburgh Penguins            | NHL        | 35  | 19 | 10 | 2  | 1857 | 72  | 4  | 2.33 | .921 | 20 | 14 | 6  | 1251 | 41 | 3 | 1.97 | .933 |
| NHL Totals | NHL Totals                     | NHL Totals | 173 | 76 | 67 | 19 | 9726 | 478 | 11 | 2.95 | .905 | 25 | 15 | 10 | 1537 | 59 | 3 | 2.30 | .922 |

- Statistiche aggiornate alla fine della stagione 2007-08.